# Ödleörn
Ödleörn (Hieraaetus wahlbergi) är en afrikansk fågel i familjen hökar inom ordningen hökfåglar. Arten är uppkallad efter den svenske naturforskaren Johan August Wahlberg. IUCN kategoriserar den som livskraftig.

## Utseende
Ödleörn är en medelstor rovfågel med en kroppslängd på 53-61 cm och vingbredden 130-146. På huvudet syns en tofs och benen är gula. Fjäderdräkten varierar men är ofta mörkbrun förutom mörkstreckad grå undersida på vingpennorna och bandad grå undersida på stjärten. En ljusare fas förekommer även. I flykten har ödleörnen långa och jämna vingar, en slank kropp och en smal, avskuren stjärt. Vingarna hålls mycket plant.

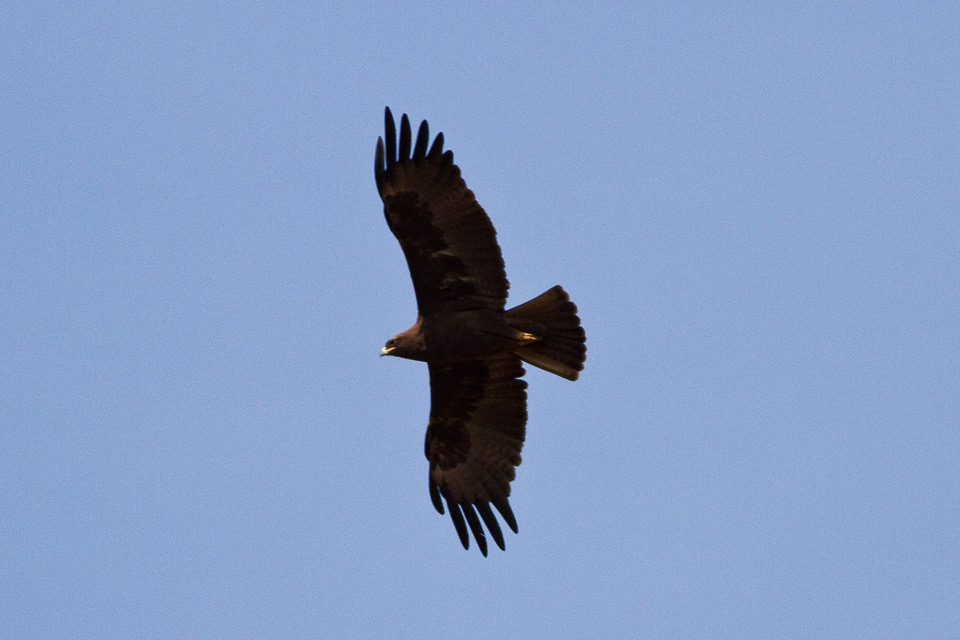

Jämfört med nära släktingar är ödleörnen förhållandevis karakteristisk. Den visar alltid en liten spetsig togs. Mungipan sträcker sig bara till i jämnhöjd med ögat, medan den exempelvis hos mindre skrikörn når ögats baksida. Den har även runda näsöppningar, vilket både stäppörn och savannörn, men inte skrikörnarna, saknar.

## Läte
Som många rovfåglar hörs arten oftast enbart under häckningsperioden. Både i flykten och från sittplats hörs högljudda "kleeee-ee", likt afrikansk hökörn men mer ylande. Andra läten är måslika gläfsande ljud och snabbt upprepade "kyip-kyip-kyip" när en inflygande fågel välkomnas vid boet.

## Utbredning och systematik
Fågeln återfinns på savanner i Afrika söder om Sahara. Vid ett tillfälle har den påträffats i Egypten, 3 maj 2013. Den behandlas som monotypisk, det vill säga att den inte delas in i några underarter.

### Släktestillhörighet
Tidigare placerades den bland örnarna i Aquila, men DNA-studier visar att den snarare är närmare släkt med bland annat dvärgörn (Hieraaetus pennatus) och förs därför numera till släktet Hieraaetus.

## Levnadssätt
Ödleörnen trivs i skogslandskap, ofta nära vatten. Den lever av reptiler, små däggdjur och fåglar. Fågeln bygger ett kvistbo i en trädklyka eller i en palmkrona. Där lägger den en eller två ägg.

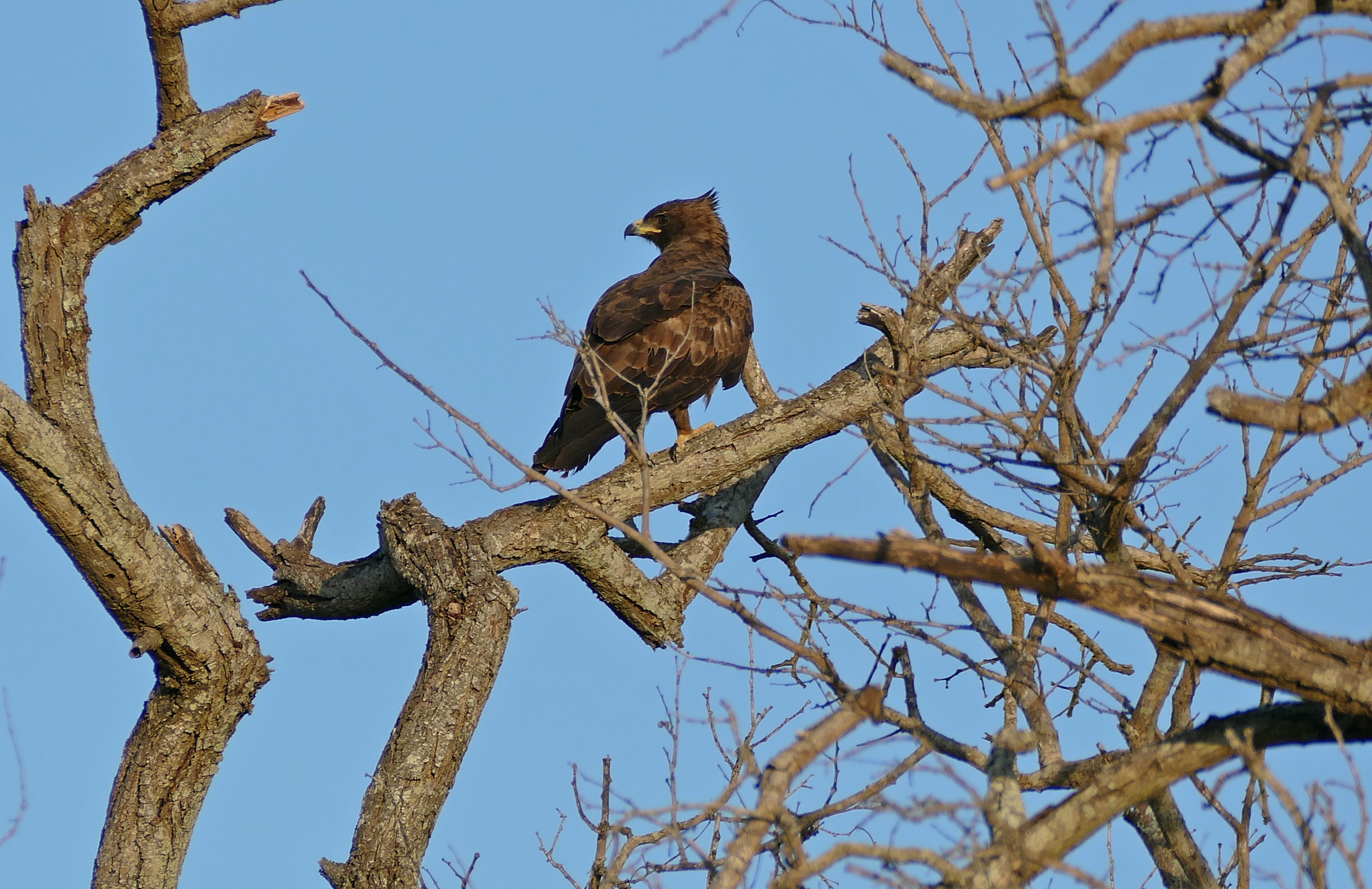
Wahlbergs örn fotograferad i Sydafrika.

## Status och hot
Arten har ett stort utbredningsområde och en stor population med stabil utveckling. Utifrån dessa kriterier kategoriserar IUCN arten som livskraftig (LC).

## Namn
Fågelns vetenskapliga artnamn hedrar den svenske naturforskaren Johan August Wahlberg (1810-1856), verksam som samlare av specimen i Sydafrika 1838-1856 där han dödades av en elefant. Tidigare kallades den Wahlbergs örn även på svenska, och vissa gör det fortfarande, men tilldelades 2024 ett mer informativt namn av BirdLife Sveriges taxonomikommitté.